# 粟屋親忠
粟屋 親忠（あわや ちかただ、生年不詳 – 明治21年（1888年））は、幕末の萩藩毛利氏の重臣。寄組（4,915石）粟屋氏の当主。
父は志道熈良。母は熊谷親貞の娘。諱は篤実、親輔、親忠。通称は貞之進、帯刀。

## 生涯
萩藩寄組の志道熈良（3,000石）の二男として生まれる。実姉である熈良の娘が粟屋親睦の継室であったことから、その縁で親睦の養嗣子になる。毛利慶親の偏諱を受け親輔、のちに親忠と名のる。養父親睦から家督を継ぎ、藩の重職に就き藩政の枢機に関わった。
幕末の動乱の最中、徳川幕府による第一次長州征伐の時に椋梨藤太らの俗論派を支持した。元治元年（1864年）12月15日、高杉晋作が長府功山寺に挙兵すると、慶応元年（1865年）1月7日、諸隊鎮静軍の先鋒隊1,200名を率いて美祢郡絵堂に奇兵隊以下諸隊と戦い敗退する。その後、正義派が藩の政権を握ると俗論派の支持者であったことから失脚した。
明治21年死去。